# ローランド・モリス

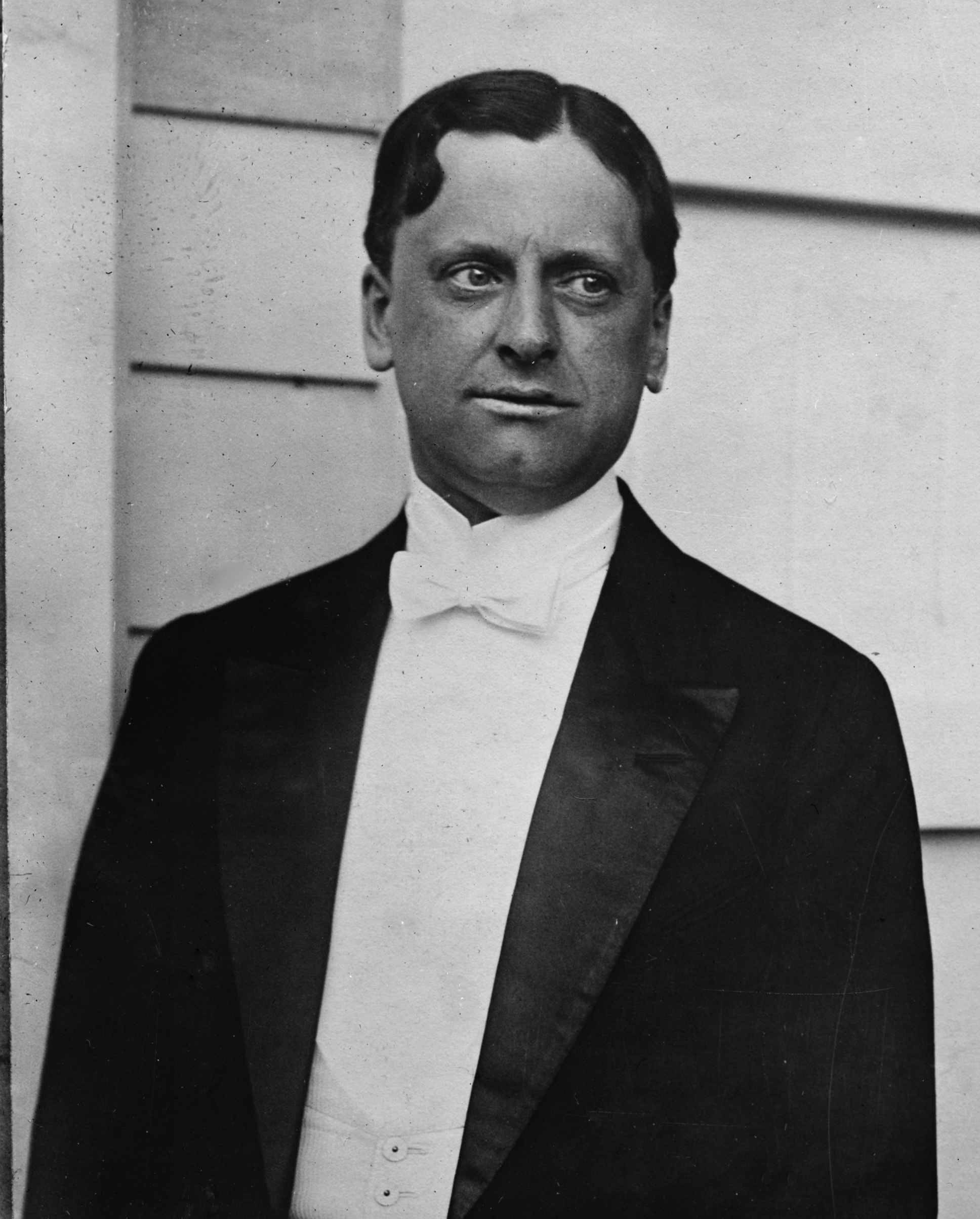
ローランド・モリス

ローランド・スレイター・モリス（Roland Sleter Morris、1874年3月11日 - 1945年11月23日）は、アメリカ合衆国の外交官である。

## 経歴・人物
ワシントン州の生まれ。プリンストン大学卒業後、1917年（大正6年）に日本政府からの要請により来日した。来日後は駐日アメリカ合衆国大使に就任し、金子直吉や松方幸次郎らと共に第一次世界大戦中にアメリカへの鉄鋼輸出の解禁交渉にあたる。
また同時期にシベリア出兵における日本とアメリカ合衆国の折衝にも携わった。1921年（大正10年）に任期満了により帰国し、帰国後はペンシルベニア大学にて教鞭を執った。